# Marcel Domingo
Marcel Domingo Algara (Salin-de-Giraud, Bocas del Ródano, Francia, 15 de enero de 1924 - Arlés, Francia, 10 de diciembre de 2010) fue un futbolista y entrenador francés. Jugó de guardameta, y realizó su carrera deportiva mayormente en el fútbol español.

## Trayectoria

### Futbolista
Los comienzos de Marcel Domingo como jugador tuvieron lugar como aficionado en el AC Arlés, de donde pasó en 1944, ya como profesional, al OGC Niza, club en el que jugó dos temporadas.
Su siguiente paso es el Stade Français, donde permanece hasta 1948, año en que pasa a disputar la Liga Española, al fichar por el Atlético de Madrid. En el conjunto madrileño se proclamó en dos ocasiones campeón de Liga (1949/50 y 1950/51), siendo además en su primera temporada (1948/49) el portero menos goleado de la Liga (lo que unos años más tarde sería el Trofeo Zamora).
Tras su etapa en el Atlético, retorna a Francia, militando nuevamente la temporada 1951/52 en el OGC Niza, con el que logra un histórico doblete al proclamarse ese año campeón de Liga y Copa en su país natal.
De vuelta a España disputará cuatro temporadas en el RCD Español de Barcelona, la primera de las cuales (1952/53) vuelve a ser el portero menos goleado de la Liga, lo que se considera su segundo Trofeo Zamora (el Trofeo como tal comenzó a entregarse en 1959).
Finalizado su paso por el conjunto barcelonés, sus dos últimos años como futbolista fueron en su país natal, jugando entre 1956 y 1958 en el Olympique de Marsella, club con el que en 1957 obtiene un nuevo título, la Copa Charles Drago.

#### Selección nacional
En 1948, siendo jugador del Stade Français, Marcel Domingo fue convocado por la selección nacional de Francia, con la que disputó un único partido:
| Fecha      | Competición | Estadio  | Ciudad          | Partido | Partido | Partido |
| ---------- | ----------- | -------- | --------------- | ------- | ------- | ------- |
| 04/04/1948 | Amistoso    | Colombes | París (Francia) | Francia | 1:3     | Italia  |

### Entrenador
En 1958, Marcel Domingo pone fin a su etapa como jugador, pasando de inmediato a los banquillos, una labor que iniciará en el RCD Espanyol y donde estará al frente de diversos equipos españoles. Al equipo barcelonés le seguirán en años siguientes U. D. Las Palmas, UE Lleida, Pontevedra CF, Córdoba CF y Granada CF.
En 1969 ficha por el Atlético de Madrid, club en el que permanecerá tres temporadas, proclamándose la primera de ellas (1969/70) Campeón de Liga, único título que logró como entrenador. Marcel Domingo, Luis Aragonés y Diego Simeone son los tres únicos técnicos en ganar con el Atlético de Madrid la Liga como entrenadores tras haberlo hecho, previamente, como jugadores.
Tras su nueva etapa rojiblanca, continúa al frente de diversos equipos españoles: CD Málaga, Elche CF, Burgos CF y Valencia CF, volviendo a dirigir de nuevo al Atlético de Madrid antes de entrenar por vez primera en Francia en la temporada 1981/82 al OGC Niza.
De vuelta a España dirige a Real Betis y RCD Mallorca, al equipo francés del Nîmes Olympique, al Hércules CF y por último al AC Arlés en la temporada 1989/90, poniendo así punto final a su carrera en el mismo club en el que casi cincuenta años atrás había dado sus primeros pasos como futbolista aficionado.

## Clubes

### Como jugador
| Club                  | País    | Años      |
| --------------------- | ------- | --------- |
| AC Arlés              | Francia | 1940-1944 |
| OGC Niza              | Francia | 1944-1946 |
| Stade Français        | Francia | 1946-1948 |
| Atlético de Madrid    | España  | 1948-1951 |
| OGC Niza              | Francia | 1951-1952 |
| RCD Español           | España  | 1952-1956 |
| Olympique de Marsella | Francia | 1956-1958 |

### Como entrenador
| Club               | País    | Años      |
| ------------------ | ------- | --------- |
| RCD Español        | España  | 1958-1959 |
| U. D. Las Palmas   | España  | 1959-1960 |
| UE Lleida          | España  | 1962-1963 |
| Pontevedra CF      | España  | 1964-1965 |
| Córdoba CF         | España  | 1966-1968 |
| Granada CF         | España  | 1968-1969 |
| Atlético de Madrid | España  | 1969-1972 |
| CD Málaga          | España  | 1972-1974 |
| Elche CF           | España  | 1975-1976 |
| Burgos CF          | España  | 1976-1977 |
| Valencia CF        | España  | 1977-1979 |
| Atlético de Madrid | España  | 1979-1980 |
| OGC Niza           | Francia | 1981-1982 |
| Real Betis         | España  | 1982-1983 |
| RCD Mallorca       | España  | 1983-1984 |
| Nîmes Olympique    | Francia | 1984-1986 |
| Hércules CF        | España  | 1988-1989 |
| AC Arlés           | Francia | 1989-1990 |

## Palmarés

### Como futbolista
- 2 Ligas españolas: 1949/50 y 1950/51 (Atlético de Madrid)
- 1 Liga francesa: 1951/52 (OGC Niza)
- 1 Copa de Francia: 1952 (OGC Niza)
- 1 Copa Charles Drago: 1957 (Olympique de Marsella)

### Como entrenador
- 1 Liga española: 1969/70 (Atlético de Madrid)

### Distinciones individuales
- 2 Trofeos Zamora: 1948/49 (Atlético de Madrid) y 1952/53 (RCD Español)